# 오상흔
오상흔(吳相欣, 1963년 10월 16일 ~ )은  단국대학교 전기공학과 출신의 대한민국의 기업인이다.
2004년부터 2006년까지 뉴코아 대표이사를 지내며 법정관리에 놓여 있던 회사 경영을 정상화시킨 바 있다. 그는 오늘날 이랜드의 실질적인 2인자로 이랜드그룹 내에서 ‘M&A의 귀재’로 불리며 이랜드그룹 영토 확장의 키를 쥐고 있다.
1988년 이랜드에 첫 발을 들여 놓은 그가 그룹 내에서 ‘지식경영의 전도사’로 지금까지 대부분 죽음의 문턱에 내몰린 기업을 맡아 지식경영으로 황무지를 옥토로 바꾸는 임무를 맡고 있다.
2001년에는 푸마코리아, 2004년 뉴코아, 최근에는 홈에버(옛 한국까르푸)의 점령군으로 들어가 카리스마적인 경영수완을 발휘했다. 2010년3월 8일에는 38년 역사를 지닌 대구 동아백화점을 인수를 목적으로하는 양해각서(MOU)를 체결했다.

## 학력
- 1986년 단국대학교 전기공학과 학사

## 경력
- 2006년 9월 홈에버 대표이사 사장
- 2004년 ~ 2006년  뉴코아 대표이사 사장
- 2001년 ~ 2004년  푸마코리아 대표이사 사장
- 2001년 ~ 2003년  이랜드 대표이사 상무
- 1999년  로엠 대표이사
- 1988년  이랜드 입사(공채 출신이 아니라 인턴 신분 이었음)